# Бекени (Сату Маре)
Бекени (рум. Becheni) насеље је у Румунији у округу Сату Маре у општини Саука. Oпштина се налази на надморској висини од 149 m.

## Становништво
Према подацима из 2002. године у насељу је живело 481 становника.

### Попис2002.
| Расподела становништва по националности 2002.‍ | Расподела становништва по националности 2002.‍ | Расподела становништва по националности 2002.‍ | Расподела становништва по националности 2002.‍ | Расподела становништва по националности 2002.‍ |
| --------------------------------------------- | --------------------------------------------- | --------------------------------------------- | --------------------------------------------- | --------------------------------------------- |
|                                               |                                               |                                               |                                               |                                               |
| Румуни                                        | Румуни                                        |                                               | 44                                            | 9,1%                                          |
| Мађари                                        | Мађари                                        |                                               | 326                                           | 67,8%                                         |
| Роми                                          | Роми                                          |                                               | 111                                           | 23,1%                                         |